# Max Koegel
Otto Max Koegel, född 16 oktober 1895 i Füssen, död 27 juni 1946 i Schwabach, var en tysk SS-Obersturmbannführer och lägerkommendant.

## Biografi
Koegel var 1938–1939 ställföreträdande lägerkommendant i KZ Lichtenburg. När detta läger stängdes i maj 1939, utsågs han till lägerkommendant för Ravensbrück, ett koncentrationsläger särskilt avsett för kvinnor. I augusti 1942 blev han kommendant i Majdanek och översåg uppförandet av gaskammare. Från januari 1943 fram till krigsslutet 1945 tjänstgjorde Koegel som kommendant i Flossenbürg. Under hans överinseende avrättades bland andra Dietrich Bonhoeffer och Wilhelm Canaris.
Koegel gick efter andra världskrigets slut under jorden, men han greps av amerikanska myndigheter den 26 juni 1946. Dagen därpå begick han självmord genom att hänga sig i sin cell.